# Holochlora ebneri
Holochlora ebneri är en insektsart som beskrevs av Heinrich Hugo Karny 1926. Holochlora ebneri ingår i släktet Holochlora och familjen vårtbitare. Inga underarter finns listade i Catalogue of Life.